# Kaiteriteri
Kaiteriteri è una città e località balneare nella regione di Tasman, situata a nord dell'isola meridionale della Nuova Zelanda. 
Si trova vicino all'Abel Tasman National Park e a 13 km dalla città di Motueka. È meglio conosciuta per le sue spiagge panoramiche di sabbia dorata (composta da particelle di quarzo e di mica).
Secondo i dati del 2006, Kaiteriteri conta 789 abitanti.